# Saut à ski aux Jeux olympiques de 1960
Navigation
Cortina d'Ampezzo 1956 Innsbruck 1964
Les épreuves de saut à ski aux Jeux olympiques de 1960.

## Podiums
| Épreuves         | Or               | Argent        | Bronze         |
| Petit tremplin H | Helmut Recknagel | Niilo Halonen | Otto Leodolter |

## Résultats

### Petit Tremplin
| Place | Nation                     | Athlète            | Points |
| ----- | -------------------------- | ------------------ | ------ |
| 1er   | Équipe unifiée d'Allemagne | Helmut Recknagel   | 227.2  |
| 2e    | Finlande                   | Niilo Halonen      | 222.6  |
| 3e    | Autriche                   | Otto Leodolter     | 219.4  |
| 4e    | Union soviétique           | Nikolaj Kamenski   | 216.9  |
| 5e    | Norvège                    | Torbjørn Yggeseth  | 216.1  |
| 6e    | Équipe unifiée d'Allemagne | Max Bolkart        | 212.6  |
| 7e    | États-Unis                 | Ansten Samuelstuen | 211.5  |
| 8e    | Finlande                   | Juhani Kärkinen    | 211.4  |

## Médailles
| Place | Nation                     |   |   |   | Total |
| ----- | -------------------------- | - | - | - | ----- |
| 1er   | Équipe unifiée d'Allemagne | 1 | 0 | 0 | 1     |
| 2e    | Finlande                   | 0 | 1 | 0 | 1     |
| 3e    | Autriche                   | 0 | 0 | 1 | 1     |